# Truplaya wittei
Truplaya wittei är en tvåvingeart som beskrevs av Loïc Matile 1978. Truplaya wittei ingår i släktet Truplaya och familjen platthornsmyggor.
Artens utbredningsområde är Kongo. Inga underarter finns listade i Catalogue of Life.